# Vigna longifolia
Vigna longifolia är en ärtväxtart som först beskrevs av George Bentham, och fick sitt nu gällande namn av Bernard Verdcourt. Vigna longifolia ingår i släktet vignabönor, och familjen ärtväxter. Inga underarter finns listade i Catalogue of Life.